# Arichanna haunghui
Arichanna haunghui är en fjärilsart som beskrevs av Yang 1978. Arichanna haunghui ingår i släktet Arichanna och familjen mätare. Inga underarter finns listade i Catalogue of Life.